# Nagyközség (polgári korszak)
A nagyközség a községek egyik jogi kategóriája volt Magyarországon 1871 és 1950 között. Azok a községek voltak nagyközségek, amelyek önállóan alkalmaztak jegyzőt, de valamely járáshoz tartoztak, vagyis főszolgabírói felügyelet alatt álltak. Az elnevezés nem a település népességével vagy egyéb méretbeli jellemzőjével volt kapcsolatos, bár a nagyközségek általában népesebbek és gazdagabbak, fejlettebbek voltak a kisközségeknél, melyek csoportosan, körjegyzőségekbe tömörülve alkalmaztak jegyzőt (körjegyzőt).
A magyarországi községek szervezeti viszonyait a polgári korszakban szabályozó 1871. évi XVIII. törvénycikk, majd az ezt felváltó 1886. évi XXII. törvénycikk a községeket három kategóriára osztotta. A rendezett tanácsú városok élvezték a legnagyobb önállóságot és az ő polgáraikat terhelte a legtöbb feladat. A nagy- és kisközségek a járásokba beosztva, a főszolgabírók felügyelete alatt működtek. Ez utóbbiak között a fő különbség az volt, hogy míg az előbbiek önállóan látták el feladataikat, elsősorban saját jegyző alkalmazásával, addig az utóbbiak körjegyzőségekben társulva vagy kivételes esetben egy nagyközséghez társulva tettek eleget törvényes kötelezettségeiknek.